# Gran Premio Ciudad de Valladolid
El Gran Premio Ciudad de Valladolid es una carrera ciclista femenina profesional de un día que se disputa en la localidad de Valladolid (España) y sus alrededores; a primeros del mes de junio, dos días antes Durango-Durango Emakumeen Saria y cuatro días antes del Iurreta-Emakumeen Bira.
Desde su primera edición, en 2010, forma parte de la Copa del Mundo. En 2012 se suspendió la carrera mostrando la UCI su interés por recuperarla en futuros años.
Está organizada por el Club Ciclista Cadalsa, al igual que la Vuelta a Castilla y León (carrera ciclista masculina) y el Gran Premio Castilla y León (carrera ciclista femenina), ambas también profesionales pero la segunda de ellas también desaparecida.

## Palmarés
| Año  | Ganadora         | Segunda          | Tercera              |
| ---- | ---------------- | ---------------- | -------------------- |
| 2010 | Charlotte Becker | Judith Arndt     | Annemiek van Vleuten |
| 2011 | Marianne Vos     | Rossella Callovi | Emma Johansson       |

## Palmarés por países
| País         | Victorias |
| ------------ | --------- |
| Alemania     | 1         |
| Países Bajos | 1         |